# Пербек
Пербек (англ. Purbeck) — неметрополитенский район (англ. non-metropolitan district) в графстве Дорсет (Англия). Административный центр — город Вэрхэм.

## География
Район расположен в южной части графства Дорсет вдоль побережья пролива Ла-Манш.

## История
Район образован 1 апреля 1974 года в результате объединения боро Вэрхэм, городского района (англ. urban district) Суонедж и сельского района (англ. rural district) Вэрхэм-энд-Пербек.

## Состав
В состав района входят 2 города:
- Вэрхэм
- Суонедж

и 26 общин (англ. civil parish).